# جود بويد
جود بويد (بالإنجليزية: Jude Boyd)‏ هو لاعب كرة قدم بريطاني في مركز الوسط، ولد في 17 أكتوبر 2002 في إبسوم في المملكة المتحدة. لعب مع نادي بليموث أرجايل.